# 길다
《길다》(영어: Gilda)는 1946년 개봉한 미국의 누아르 영화로, 찰스 비더가 감독을 맡았다. 2013년 미국 국립영화등기부에 등재되었다.

## 줄거리
아르헨티나 부에노스아이레스에 갓 도착한 미국인 조니 파렐은 도박에서 돈을 따지만, 강도에게 위협을 받는다. 낯선 남자 발린 먼드슨의 도움으로 위기를 넘긴 그는 먼드슨이 알려준 고급 카지노에서 도박을 하다 먼드슨을 만나게 되고, 그의 카지노 매니저로 일하게 된다. 어느 날, 먼드슨은 아름다운 아내 길다를 소개하는데, 조니와 길다는 과거에 서로 아는 사이였지만 이를 부정한다. 먼드슨은 조니에게 길다를 감시하도록 시키고, 둘은 서로를 증오하며 길다는 조니를 화나게 하려고 남자들과 어울리는 등 도발적인 행동을 한다.
먼드슨은 독일 마피아와 연관되어 있었고, 그들은 2차 세계대전이 끝나자 텅스텐 카르텔을 차지하려 한다. 먼드슨이 이를 거부하자 독일 마피아는 그를 위협하고, 먼드슨은 그들을 죽인다. 조니는 길다를 데리고 피신하고, 둘은 증오를 드러내면서도 격렬한 키스를 나눈다. 이를 먼드슨이 엿듣고, 조니는 그를 뒤쫓지만 먼드슨은 비행기 폭발 사고로 사망한 것으로 처리된다. 길다는 먼드슨의 재산을 상속받고, 조니는 복수심에 길다와 결혼하지만 그녀를 괴롭히고, 길다는 고통스러운 결혼 생활에서 벗어나려 하지만 번번이 실패한다.
경찰은 길다가 먼드슨에게 불성실하지 않았다는 사실을 알려주고, 조니는 길다에게 화해를 청한다. 그때 먼드슨이 살아 돌아와 길다와 조니를 죽이려 하지만 카지노 직원에게 살해당한다. 조니는 살인 누명을 쓰려고 하지만, 먼드슨은 법적으로 사망했기 때문에 기소될 수 없었다. 조니는 경찰에게 먼드슨의 비리 문서를 넘기고 길다와 화해하여 함께 떠난다.

## 출연
- 리타 헤이워스 - 길다
- 글렌 포드 - 조니 패럴
- 조지 매크리디 - 볼린 먼드슨
- 조지프 컬레이아 - 모리스 오브리건 형사
- 스티븐 거레이 - 피오 삼촌
- 조 소여 - 케이시
- 제럴드 모어 - 델가도 서장
- 마크 로버츠 - 게이브 에번스
- 루트비히 도나트 - 독일인
- 돈 더글러스 - 토머스 랭퍼드
- 라이어널 로이스 - 독일인
- 조지 J. 루이스 - 우에르타

## 기타
- 의상: 장 루이

## 사진

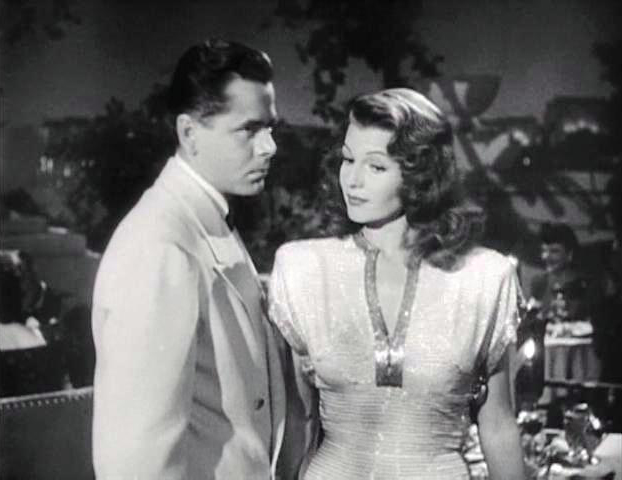

- 예고편